# NGC 3292
NGC 3292 este o galaxie situată în constelația Sextantul. A fost descoperită în 16 aprilie 1887 de către Lewis A. Swift.